# Cem Özdemir
Pour les articles homonymes, voir Özdemir.
Cem Özdemir, né le 21 décembre 1965 à Bad Urach (Bade-Wurtemberg), est un homme politique allemand d’origine turque, membre de l'Alliance 90 / Les Verts. Il est ministre fédéral de l'Agriculture de 2021 à 2025.
Il est élu au Bundestag, en 1994. Il est le premier député d'ascendance tcherkesse en Allemagne.
Entre 2008 et 2018, Cem Özdemir préside l'Alliance 90 / Les Verts conjointement avec Claudia Roth, alors reconduite dans ses fonctions. Il est le premier dirigeant d'origine étrangère d'un parti politique allemandau niveau fédéral. Il est réélu à la fin de l'année 2010 avec plus de 88 % des voix, soit davantage de voix que Claudia Roth. À partir de 2013, il est président en tandem avec Simone Peter.

## Biographie
Fils d'immigrés circassiens de Turquie s'étant installés en Allemagne de l'Ouest comme Gastarbeiter, Cem Özdemir est éducateur et pédagogue. Il travaille pendant ses études comme journaliste, éducateur et rapporteur politique et culturel. En 1981, il demande la nationalité allemande, qu'il obtient non sans peine deux ans plus tard. Il affirma l'avoir demandée pour des « raisons pratiques » : échapper au service militaire en Turquie et pouvoir voter dans son pays de naissance. 

La même année, à l'âge de seize ans, Cem Özdemir décide d'adhérer au parti des Verts. Par la suite, il passe six années en tant que membre de la direction régionale des Verts du Land de Bade-Wurtemberg.  

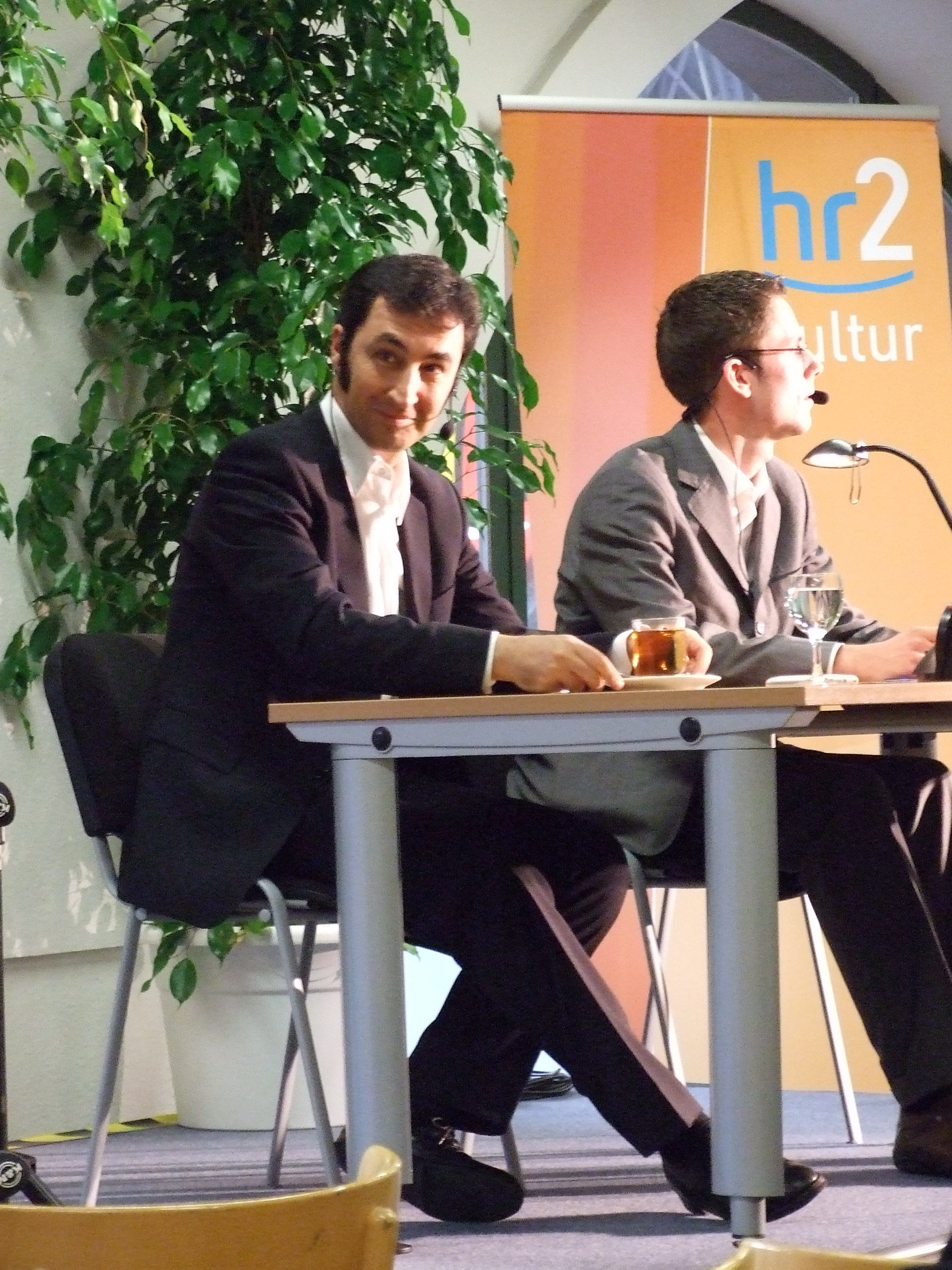
Lors de la présentation de son livre Die Türkei (La Turquie), à Francfort-sur-le-Main.

En 1994, après son élection au Bundestag, il devient le porte-parole des questions concernant l'immigration au sein du groupe parlementaire des Verts, membre de la commission  de l'Intérieur, membre adjoint de la commission d'examen des requêtes et des pétitions, ainsi que greffier au Bundestag.
Il est aussi, à l'époque, vice-président des groupes parlementaires turc-allemand et grec-allemand. Les gouvernements successifs d'Ankara et les médias turcs le prennent régulièrement pour cible à la suite de ses prises de position fermes quant au non-respect des droits de l'homme en Turquie, et son vote contre l'exportation d'armes vers ce pays.
Réélu en 1998, il devient porte-parole de son groupe parlementaire pour la politique intérieure. Il démissionne du Bundestag le 26 juillet 2002 à la suite de l'affaire Hunzinger (de) qui touche divers hommes politiques allemands, dont le ministre SPD de la Défense Rudolf Scharping, également acculé à la démission. 
Le Financial Times Deutschland évoque à l'époque la chute de « l'incarnation d'une société multiculturelle », de « l'icône des Verts ». Cem Özdemir était en effet devenu un habitué des plateaux de télévision et avait acquis une notoriété nationale.
En juin 2004, il se présente cette fois à l'élection au Parlement européen, et effectue un seul mandat de député européen.
Il est l'un des membres fondateurs, en 2007, du Conseil européen des relations étrangères, un think tank dédié à la politique étrangère de l'Union européenne. Il a pris position en 2009 pour la levée du blocus de Gaza.
Il est à l'origine de la résolution sur « la commémoration du génocide des Arméniens » adoptée à la quasi-unanimité par le Bundestag le 2 juin 2016.
Lors de la campagne des élections fédérales de 2017 (où il est tête de liste), alors que les tensions entre l'Allemagne et la Turquie sont grandissantes à mesure du durcissement du régime de Recep Tayyip Erdoğan, qui demande aux Turcs d'Allemagne de ne pas voter pour les candidats SPD, CDU et Verts, Cem Özdemir fait partie des personnalités constatant un divorce entre la communauté turque et leur pays d'adoption, la députée SPD Cansel Kiziltepe ayant par exemple reçu des menaces. Il confie ne plus prendre de taxi à Berlin, dont les conducteurs sont souvent turcs, la police le lui ayant déconseillé. 
Menacé par les réseaux proches du président turc, il bénéficie d'une protection policière. Il est également menacé de mort par la branche allemande du groupuscule d'extrême droite Atomwaffen DIvision.
En décembre 2021, il devient ministre fédéral de l'Agriculture dans le cabinet Scholz, faisant de lui le premier ministre fédéral allemand issu de l'immigration turque.
Marié avec la journaliste d’origine argentine Pía María Castro, Cem Özdemir est père d'un garçon et d'une fille. Sur le plan religieux, il se décrit lui-même comme étant un musulman laïc. Il est végétarien.

## Publications
- (de) Ich bin Inländer : ein anatolischer Schwabe im Bundestag, Munich, Deutscher Taschenbuch Verlag, 1997, 275 p. (ISBN 3-423-24109-8)
- (de) Currywurst und Döner : Integration in Deutschland, Lübbe, Bergisch Gladbach, 1999, 271 p. (ISBN 3-7857-0946-3)
- (de) Deutsch oder nicht sein?, Lübbe, Bergisch Gladbach, 2000 (ISBN 3-404-60482-2)